# Bundesvision Song Contest 2007
La terza edizione del Bundesvision Song Contest si è svolta il 9 febbraio 2007 presso il Tempodrom di Berlino, nell'omonimo länder, in seguito alla vittoria dei Seeed nell'edizione precedente. e ha visto competere i 16 länder della Germania.
Il concorso si è articolato in un'unica finale condotta da Stefan Raab, Johanna Klum ed Elton (quest'ultimo come inviato nella green room).
Il festival doveva inizialmente svolgersi il 10 febbraio 2007, ma è stato anticipato poiché nello stesso giorno è stato trasmessa anche la finale del Deutschland sucht den Superstar.
Per prima volta tutti i cantanti provenivano dal Länder che rappresentavano, ad eccezione dei Beatplanet (Brandeburgo). In questa edizione tornarono due artisti che hanno preso già parte all'edizione 2005: Marta Jandová (che ha rappresentato il Baden-Württemberg con gli Apocalyptica) e Suzie Kerstgens (membro dei Klee, che rappresentarono la Saarland).
I vincitori sono stati gli Oomph! feat. Marta Jandová per la Bassa Sassonia, con la canzone Träumst Du?.
Come è già accaduto nelle edizioni precedenti, 14 dei 16 partecipanti si sono autoasseganti i 12 punti, perché ci fu la possibilità di votare il proprio paese. Gli unici che non si sono auto assegnati i 12 punti sono stati il Brandeburgo e la Renania-Palatinato non si sono assegnati il punteggio massimo, ma si sono assegnati tuttavia 10 punti ciascuno.
Lo show è stato trasmesso da ProSieben ed è stato visto da 2,04 milioni di persone con il 7,6% di share; nella fascia 14-49 anni i telespettatori sono stati 1,72 milioni con il 16,3% di share.

## Stati federali partecipanti
I partecipanti al concorso, ed i loro relativi brani, sono stati annunciati da Stefan Raab nel late show TV Total.
| Stato                            | Artista                            | Brano                 | Lingua           |
| -------------------------------- | ---------------------------------- | --------------------- | ---------------- |
| Amburgo                          | Jan Delay                          | Feuer                 | Tedesco          |
| Assia                            | D-Flame                            | Mom Song              | Tedesco, inglese |
| Baden-Württemberg                | Tele                               | Mario                 | Tedesco          |
| Bassa Sassonia                   | Oomph! feat. Marta Jandová         | Träumst Du?           | Tedesco          |
| Baviera                          | Anajo & Suzie Kerstgens            | Wenn du nur wüsstest  | Tedesco          |
| Berlino (organizzatore)          | MIA.                               | Zirkus                | Tedesco          |
| Brandeburgo                      | Beatplanet                         | Dreh dich um und geh  | Tedesco          |
| Brema                            | Lea Finn                           | Ich weiß und du weißt | Tedesco          |
| Meclemburgo-Pomerania Anteriore  | Melotron                           | Das Herz              | Tedesco          |
| Renania-Palatinato               | Kalle feat. M.A.R.S. Allstars      | Aber Nice             | Tedesco, inglese |
| Renania Settentrionale-Vestfalia | Pohlmann                           | Mädchen und Rabauken  | Tedesco          |
| Saarland                         | B-Stinged Butterfly                | Liebe                 | Tedesco          |
| Sassonia                         | Manja                              | Es ist die Liebe      | Tedesco          |
| Sassonia-Anhalt                  | Jenna+Ron                          | Jung und willig       | Tedesco          |
| Schleswig-Holstein               | Kim Frank                          | Lara                  | Tedesco          |
| Turingia                         | Northern Lite feat. Chapeau Claque | Enemy                 | Tedesco, inglese |

## Finale
| N° | Stato                            | Artista                            | Brano                 | Punti | Posizione |
| -- | -------------------------------- | ---------------------------------- | --------------------- | ----- | --------- |
| 01 | Berlino                          | MIA.                               | Zirkus                | 96    | 4°        |
| 02 | Assia                            | D-Flame                            | Mom Song              | 67    | 7°        |
| 03 | Meclemburgo-Pomerania Anteriore  | Melotron                           | Das Herz              | 13    | 13°       |
| 04 | Sassonia                         | Manja                              | Es ist die Liebe      | 13    | 13°       |
| 05 | Sassonia-Anhalt                  | Jenna+Ron                          | Jung und willig       | 56    | 8°        |
| 06 | Saarland                         | B-Stinged Butterfly                | Liebe                 | 17    | 12°       |
| 07 | Brandeburgo                      | Beatplanet                         | Dreh dich um und geh  | 11    | 15°       |
| 08 | Renania Settentrionale-Vestfalia | Pohlmann                           | Mädchen und Rabauken  | 95    | 5°        |
| 09 | Renania-Palatinato               | Kalle feat. M.A.R.S. Allstars      | Aber Nice             | 10    | 16°       |
| 10 | Baviera                          | Anajo & Suzie Kerstgens            | Wenn du nur wüsstest  | 33    | 9°        |
| 11 | Bassa Sassonia                   | Oomph! feat. Marta Jandová         | Träumst Du?           | 147   | 1°        |
| 12 | Baden-Württemberg                | Tele                               | Mario                 | 23    | 10°       |
| 13 | Brema                            | Lea Finn                           | Ich weiß und du weißt | 20    | 11°       |
| 14 | Schleswig-Holstein               | Kim Frank                          | Lara                  | 101   | 3°        |
| 15 | Turingia                         | Northern Lite feat. Chapeau Claque | Enemy                 | 88    | 6°        |
| 16 | Amburgo                          | Jan Delay                          | Feuer                 | 138   | 2°        |

## Tabella votazione
Inizialmente i voti dovevano essere annunciati seguendo l'ordine di esibizione dei Länder ma per dei problemi tecnici la Sassonia-Anhalt ha annunciato i voti per ultima, mentre i voti della Baviera sono stati annunciati dopo quelli di Brema.
| Berlino                          | 96  | 12 | 6  | 5  | 6  | 4  | 12 | 6  | 4  | 5  | 4  | 3  | 4  | 6  | 6  | 8  | 5  |
| Assia                            | 67  | 2  | 12 | 2  | 2  | 3  | 1  | 5  | 7  | 4  | 7  | 4  | 3  | 5  | 4  | 3  | 3  |
| Meclemburgo-Pomerania Anteriore  | 13  |    |    | 12 | 1  |    |    |    |    |    |    |    |    |    |    |    |    |
| Sassonia                         | 13  |    |    |    | 12 |    |    |    |    |    |    | 1  |    |    |    |    |    |
| Sassonia-Anhalt                  | 56  | 4  | 3  | 3  | 4  | 1  | 3  | 4  | 2  | 3  | 2  | 2  | 2  | 4  | 3  | 4  | 12 |
| Saarland                         | 17  |    | 1  |    |    | 12 |    |    | 3  |    |    |    |    |    |    | 1  |    |
| Brandeburgo                      | 11  | 1  |    |    |    |    | 10 |    |    |    |    |    |    |    |    |    |    |
| Renania Settentrionale-Vestfalia | 95  | 3  | 7  | 4  | 3  | 6  | 4  | 12 | 6  | 8  | 6  | 7  | 6  | 7  | 7  | 5  | 4  |
| Renania-Palatinato               | 10  |    |    |    |    |    |    |    | 10 |    |    |    |    |    |    |    |    |
| Baviera                          | 33  |    | 2  | 1  |    | 7  | 2  | 2  |    | 1  | 1  |    | 12 |    | 1  | 2  | 2  |
| Bassa Sassonia                   | 147 | 8  | 10 | 6  | 8  | 10 | 7  | 10 | 12 | 12 | 10 | 8  | 10 | 8  | 8  | 10 | 10 |
| Baden-Württemberg                | 23  | 5  |    |    |    |    |    |    |    |    | 12 |    | 1  | 2  | 2  |    | 1  |
| Brema                            | 20  |    |    |    |    |    |    | 1  |    | 6  |    | 12 |    | 1  |    |    |    |
| Schleswig-Holstein               | 101 | 6  | 5  | 7  | 5  | 5  | 5  | 7  | 5  | 7  | 5  | 5  | 5  | 12 | 10 | 6  | 6  |
| Turingia                         | 88  | 7  | 4  | 8  | 10 | 2  | 8  | 3  | 1  | 2  | 3  | 6  | 7  | 3  | 5  | 12 | 7  |
| Amburgo                          | 138 | 10 | 8  | 10 | 7  | 8  | 6  | 8  | 8  | 10 | 8  | 10 | 8  | 10 | 12 | 7  | 8  |